# 吉川日菜子
吉川 日菜子（きっかわ ひなこ、1999年10月25日 - ）は、日本の元女優、元タレント、元歌手。
埼玉県出身。劇団ひまわりに所属していた。

## 略歴
父親が事務所に応募したことがきっかけで芸能界に入る。
2010年3月よりOh☆Campeeのメンバーとして活動（2012年3月より休業中）。
2012年4月から2014年3月まで岡本夏美、平祐奈と共に『おはスタ』（テレビ東京）でおはガールちゅ!ちゅ!ちゅ!のおはガールとして出演。
2025年3月31日をもって劇団ひまわりを退団。現在は管理栄養士として活動している。

## 人物
- 物事ははっきり言うタイプでおはガールちゅ!ちゅ!ちゅ!内ではボケ担当。
- 特技はジャズダンス、歌、料理。
- 管理栄養士の国家資格を持っている[3]。
- 好きな漫画は『スイッチガール!!』『学園ベビーシッターズ』『坂本ですが?』『銀魂』『宇宙兄弟』など[1]。
- 好きな映画は『チャーリーとチョコレート工場』[1]。
- 好きな動物はハリネズミ、アザラシ[1]。
- 好きな音楽はサカナクションやSEKAI NO OWARIの曲[1]。
- 好きなキャラクターは『ひつじのショーン』のシャーリーとティミー[1]。
- お気に入りのお店はスターバックスコーヒー[1]。
- 好きなファミレスはサイゼリヤ[1]。
- 好きなコンビニはファミリーマート[1]。
- 小さい頃なりたかった職業は花屋さん[1]。
- 将来の夢は女優か学校の先生[1]。

## 出演

### テレビドラマ
- 孤独の賭け〜愛しき人よ〜 第2・9話（2007年4月19日・6月7日、TBS） - 百子（幼少期） 役
- 連続テレビ小説（NHK）
  - 瞳（2008年） - 一本木百子（幼少期） 役
  - ゲゲゲの女房 第137回（2010年9月3日） - 河合はるこの教え子 役
- 金曜プレステージ 警部補・佐々木丈太郎2（2010年8月13日、フジテレビ） - 長谷川季子（少女期） 役
- 10年先も君に恋して 第1回（2010年8月31日、NHK） - 少女 役
- CO 移植コーディネーター 第4話（2011年4月10日、WOWOW）
- 華和家の四姉妹 第2話・第4話（2011年7月17日・31日、TBS） - 華和藤子（少女期） 役

### バラエティ
- おはスタ（2012年4月2日 - 2014年3月31日、テレビ東京） - おはガールちゅ!ちゅ!ちゅ!
  - ゲスト出演（2016年4月1日[注 1]・2020年9月25日[注 2]・2022年4月25日[注 3]）

### 映画
- キラー・ヴァージンロード（2009年9月12日、東宝）
- もし高校野球の女子マネージャーがドラッカーの『マネジメント』を読んだら（2011年6月4日、東宝） - 宮田夕紀（少女期） 役
- 鍵泥棒のメソッド（2012年9月15日、クロックワークス）
- だいじょうぶ3組（2013年3月23日、東宝） - 望月日菜子 役[4]

### CM
- 井村屋
- TBS 北京オリンピック 水泳篇（2008年）

### 舞台
- Dance Connection 2015 〜Hero〜（2015年12月19日 - 23日、シアター代官山）[5]
- READING LIVE DREAM〜2020 in August（2020年8月6日 - 15日、上野ストアハウス）- 原マツリ 役 ※後藤萌咲とのダブルキャスト[6][7]
- 夢と希望のプロジェクト Vol.2（2020年12月22日 - 27日、ファンファーレ東新宿）- 柊香苗 役[8]
- DOG'S（2021年2月19日 - 28日、中目黒キンケロシアター）- メンフィス 役 〈TeamBONE(ボーン)〉 ※熊手萌〈TeamJERKY(ジャーキー)〉とのダブルキャスト[9][10]
- ティアムーン帝国物語 THE STAGE II（2021年7月14日 - 19日、六行会ホール）- シュトリナ 役[11][12]

### ミュージックビデオ
- sasakure.UK×DECO27『アオゾラハルサイト feat.初音ミク（実写バージョン）』（2013年2月）
- The East Room Symphonies『春涙』（2021年4月4日配信開始）[13]

### WEB
- 合宿免許スクール 「～走り出したその先に～ 合宿免許ショートフィルム」（2021年）- 櫻井 奈央 役

### 雑誌
- 「特集1 恋せよ乙女 笑顔きらめくサンシャインガール 吉川日菜子」『Chu→Boh』Vol.61、海王社、2014年5月1日、5頁、ISBN 978-4-796-46088-0。
- 「「告白できるかな。」（青山裕企撮影）」『Chu→Boh』Vol.63、海王社、2014年9月3日、[要ページ番号]、ISBN 978-4-796-46096-5。

### その他
- アオハルオンライン グラビア（2013年、集英社）
  - アオゾラフォトサイト 第1話 - 第4話（2013年3月）
  - すずかのアオいハル セカンドシーズン 第10話 - 第15話（2013年5月 - 6月）
  - アオハルジカン 夏（2013年7月 - 8月）